# Современное пятиборье на летней Спартакиаде народов СССР 1975
23-й чемпионат СССР по современному пятиборью среди мужчин проводился в столице Армянской ССР городе Ереван с 1 по 5 июня 1975 года. Соревнования проходили в рамках финальных стартов VI летней Спартакиады народов СССР, которая посвящалась 30-летию Победы советского народа в Великой Отечественной войне 1941—1945 годов. На чемпионате награды разыгрывались в личном и командном первенстве.

## Чемпионат СССР. Мужчины. Личное первенство
| Дисциплина        | Золото                                       | Серебро                                | Бронза                                |
| Личное первенство | Владимир Шмелев · РСФСР · Московская область | Леонид Иванов · Украинская ССР · Львов | Павел Леднев · Украинская ССР · Львов |

- Итоговые результаты.

| Место | Спортсмен       | Республика, город, спортивное общество       | Сумма очков |
| ----- | --------------- | -------------------------------------------- | ----------- |
| 1.    | Владимир Шмелев | РСФСР · Московская область, Вооруженные Силы | 5161        |
| 2.    | Леонид Иванов   | Украинская ССР · Львов, Вооруженные Силы     | 5086        |
| 3.    | Павел Леднев    | Украинская ССР · Львов, Вооруженные Силы     | 5078        |
| 4.    | Борис Мосолов   | Москва · Вооруженные Силы                    | 5023        |
| 5.    | Олег Булгаков   | РСФСР · Краснодар, Динамо                    | 5000        |
| 6.    | Борис Никитин   | Ленинград Вооруженные Силы                   | 4948        |

## Командное первенство
- Итоговые результаты.

| Место | Спортивное общество                                        | Сумма очков |
| ----- | ---------------------------------------------------------- | ----------- |
| 1.    | РСФСР · В. Шмелев · О. Булгаков · В. Судаков               | 14 780      |
| 2.    | Москва · Б. Мосолов · П. Горлов · С. Лукьяненко            | 14 686      |
| 3.    | Латвийская ССР · В. Кравцов · С. Чернавин · А. Кальниньш   | 14 579      |
| 4.    | Казахская ССР · В. Сватенко · Ю. Тогобецкий · В. Монахов   | 14 239      |
| 5.    | Ленинград Б. Никитин Н. Сенин С. Иванов                    | 14 159      |
| 6.    | Киргизская ССР · Н. Александров · В. Подзоров · В. Марулин | 14 106      |